# Djulinski prochod
Djulinski prochod (bulgariska: Дюлински проход) är ett bergspass i Bulgarien.   Det ligger i regionen Burgas, i den östra delen av landet, 300 km öster om huvudstaden Sofia. Djulinski prochod ligger 272 meter över havet.
Terrängen runt Djulinski prochod är huvudsakligen kuperad, men åt sydväst är den platt. Terrängen runt Djulinski prochod sluttar söderut. Närmaste större samhälle är Vlas, 16,3 km sydost om Djulinski prochod.
Trakten runt Djulinski prochod består till största delen av jordbruksmark. Runt Djulinski prochod är det ganska tätbefolkat, med 52 invånare per kvadratkilometer.